# Рафаил Банов
Рафаил Стоянов Банов е български офицер (генерал-майор).

## Биография
Рафаил Банов е роден на 20 октомври 1896 година в Сливен в семейството на Пенка (1842 – 1929) и Стоян Банови. Баща му е лекар, завършил Роберт колеж. Майка му е учителка. Съпругата на Банов също се казва Пенка и двамата имат син Банчо Банов (1925 – 1993), който завършва Военното училище през 1944 г., а през 1951 г. и медицина. През 1916 година завършва Военното на Негово Величество училище и на 5 октомври е произведен в чин подпоручик. Военната му служба започва в 6-и артилерийски полк в Сливен. На 30 май 1918 г. е произведен в чин поручик, а от 30 януари 1923 г. е капитан. През 1928 г. е назначен на служба отново в 6-и артилерийски полк, на 26 август 1934 г. е произведен в чин майор, от 1935 г. служи в 3-то товарно артилерийско отделение, а по-късно същата година е назначен на служба в 6-и дивизионен артилерийски полк. На 6 май 1937 г. е произведен в чин подполковник, а през 1938 г. е назначен за началник-щаб на 1-ва армейска област. На 6 май 1940 г. е произведен в чин полковник.
От 1942 година е началник на отдел в Щаба на войската. В периода 16 октомври 1943 – 13 септември 1944 година е командир на шеста пехотна бдинска дивизия, като на 6 май 1944 г. е произведен в чин генерал-майор. На 4 септември 1944 година е пленен от германски части в Ниш и изпратен в лагера Офлаг-8. С височайша заповед № 115 от 11 септември 1944 г. е назначен за помощник-началник на Щаба на войската. Уволнен с царска заповед № 117 от 14 септември 1944 г., а с друга заповед се отменя назначаването му за командир на шеста пехотна дивизия. На 15 март 1945 година е осъден от четвърти върховен състав на Народния съд задочно на смърт. Рафаил Банов е убит през 1950 година.

## Семейство
Генерал-майор Рафаил Банов е женен, с едно дете.

## Военни звания
- Подпоручик (5 октомври 1916)
- Поручик (30 май 1918)
- Капитан (30 януари 1923)
- Майор (26 август 1934)
- Подполковник (6 май 1937)
- Полковник (6 май 1940)
- Генерал-майор (6 май 1944)